# Galicische Socialistische Sovjetrepubliek
De Galicische Socialistische Sovjetrepubliek (Russisch: алицийская Социалистическая Советская Республика, Oekraïens: Галицька Соціалістична Радянська Республіка, Pools: Galicyjska Socjalistyczna Republika Rad) was een socialistische Sovjetrepubliek die bestond van 8 juli 1920 tot 21 september 1920 tijdens de Pools-Russische Oorlog waar het gebied op het zuidwestelijke front van het Rode Leger. De Sovjetrepubliek bestond een paar maanden en werd nooit echt erkend behalve door de Russische Socialistische Federatieve Sovjetrepubliek.
Tijdens het uiteenvallen van Oostenrijk-Hongarije na de Eerste Wereldoorlog in november 1918 waar het westen van Polen  in de West-Oekraïense Volksrepubliek werd gevoegd. In 1919 kwam het gebied onder Poolse heerschappij en het gebied werd overgedragen tijdens de overeenkomst in april 1920 aan de volksrepublieken van Oekraïne en Polen. Polen werd in 1920 bezet door de Sovjets tijdens de Pools-Russische Oorlog.
De Galicische SSR opgericht en bestuurd door de Galicische Revolutionaire Raad, een voorlopige regering onder de bescherming van de Russische Socialistische Federale Sovjetrepubliek. De regering was gezeteld in Ternopil in Galicië met Volodymyr Zatonsky als president. De Galicische Revolutionaire Raad ontwikkelde een bureaucratisch systeem, een Galicisch Rood Leger, een munt en een onderwijssysteem. De nationale talen waren het Pools, Oekraïens en Jiddisch.
De Galicische Revolutionaire Raad bestuurde niet het Oost-Galicische landsdeel, met de belangrijke steden Lviv en het olierijke Boryslav en Drohobytsj.
De Galicische SSR was snel ontbonden. De Vrede van Riga van 1921 zorgde ervoor dat geheel Galicië aan Polen werd overgedragen.
Er was een soortgelijke, minder goed geleide groep, de communistische Poolse Voorlopige Regering opgezet in het noordwestelijke deel van het Rode Leger met een regering in  Białystok.